# Gościęcino (przystanek kolejowy)
Gościęcino – nieczynny przystanek kolejowy w Gościęcinie na linii kolejowej nr 230 Wejherowo – Garczegorze, w województwie pomorskim.